# Tamarisi
Tamarisi – osiedle typu miejskiego w Gruzji, w regionie Dolna Kartlia. W 2014 roku liczyło 510 mieszkańców.